# Wingles
Wingles [vɛ̃ɡl] est une commune française située dans le département du Pas-de-Calais en région Hauts-de-France. Elle est membre de la communauté d'agglomération de Lens-Liévin.
La commune de Wingles, qui porte ce nom depuis 1793, située dans l'est du département du Pas-de-Calais, limitrophe du département du Nord et à 7 km, à vol d'oiseau, au nord de la commune de Lens, est une commune du bassin minier du Nord-Pas-de-Calais. C’est une commune de type centre urbain intermédiaire, appartenant à l’unité urbaine de Béthune, avec une population de 8 734 habitants au dernier recensement de 2022, elle a connu un pic de population en 1962 avec 9 332 habitants.
Depuis 2012, la valeur universelle et historique du bassin minier du Nord-Pas-de-Calais est reconnue et inscrite sur la liste du patrimoine mondial de l’UNESCO, parmi les 353 sites du bassin minier, deux sites inscrits se trouvent dans la commune.
Après la Première Guerre mondiale, la commune est décorée de la croix de guerre 1914-1918.

## Géographie

### Localisation
Localisée dans l'est du département du Pas-de-Calais et limitrophe du département du Nord, Wingles est une commune située, à vol d'oiseau, à 7 km au nord de la commune de Lens (chef-lieu d'arrondissement).
Le territoire de la commune est limitrophe de ceux de sept communes dont une, Bauvin (par un quadripoint), dans le département du Nord.
Les communes limitrophes sont Billy-Berclau, Bénifontaine, Douvrin, Hulluch, Meurchin, Vendin-le-Vieil et Bauvin.

### Géologie et relief
La superficie de la commune est de 5,93 km2 ; son altitude varie de 14  à   36 mètres.

### Hydrographie
Le territoire de la commune est situé dans le bassin Artois-Picardie.
La commune est traversée par le flot de Wingles amont, un cours d'eau naturel non navigable de 6,75 km, qui prend sa source dans la commune de Hulluch et se jette dans le canal de la Deûle au niveau de la commune de Meurchin.

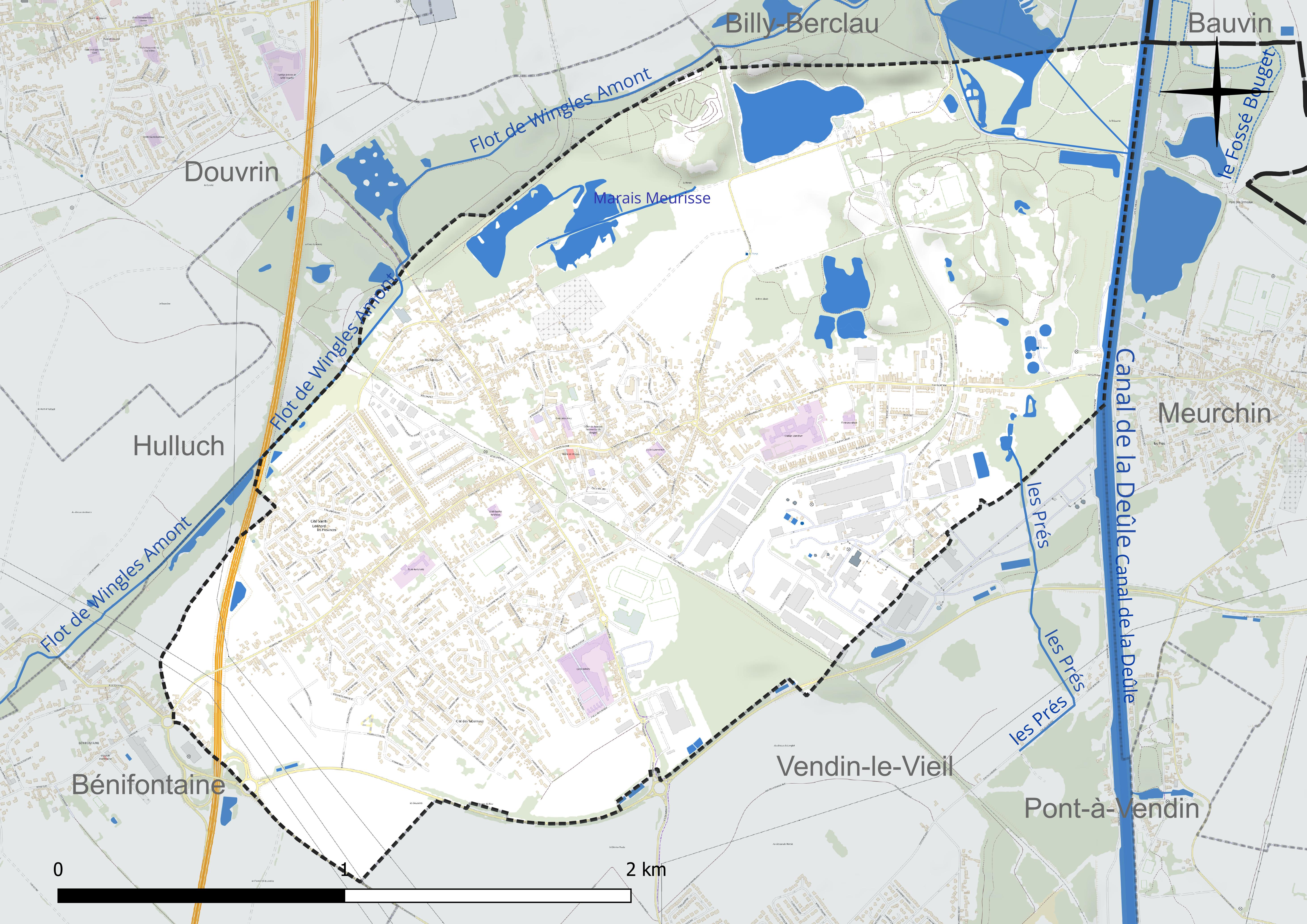
Réseau hydrographique de Wingles.

### Climat
Pour des articles plus généraux, voir Climat des Hauts-de-France et Climat du Pas-de-Calais.
En 2010, le climat de la commune est de type climat océanique dégradé des plaines du Centre et du Nord, selon une étude du CNRS s'appuyant sur une série de données couvrant la période 1971-2000. En 2020, Météo-France publie une typologie des climats de la France métropolitaine dans laquelle la commune est exposée à un climat océanique et est dans la région climatique Nord-est du bassin Parisien, caractérisée par un ensoleillement médiocre, une pluviométrie moyenne régulièrement répartie au cours de l’année et un hiver froid (3 °C).
Pour la période 1971-2000, la température annuelle moyenne est de 10,5 °C, avec une amplitude thermique annuelle de 14,3 °C. Le cumul annuel moyen de précipitations est de 699 mm, avec 12 jours de précipitations en janvier et 8,9 jours en juillet. Pour la période 1991-2020, la température moyenne annuelle observée sur la station météorologique la plus proche, située sur la commune de Douai à 21 km à vol d'oiseau, est de 11,0 °C et le cumul annuel moyen de précipitations est de 729,2 mm,. Pour l'avenir, les paramètres climatiques de la commune estimés pour 2050 selon différents scénarios d'émission de gaz à effet de serre sont consultables sur un site dédié publié par Météo-France en novembre 2022.

### Milieux naturels et biodiversité

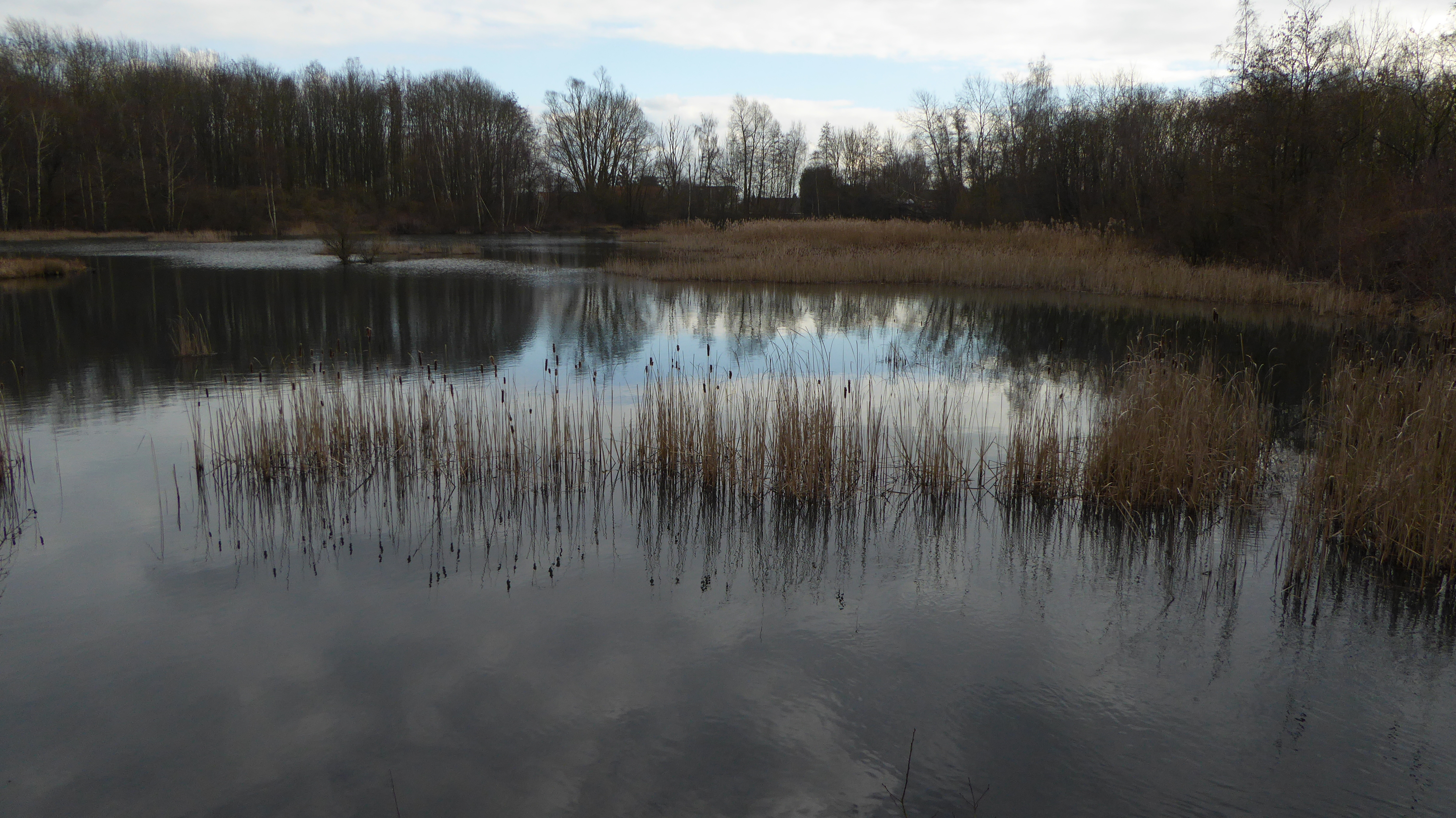
L'espace naturel « Val du Flot ».

La commune comprend un ensemble de milieux de grande valeur écologique, susceptibles de jouer un rôle important dans la trame verte régionale, dans le cadre de la déclinaison nationale du réseau écologique paneuropéen. Cette zone joue un rôle de lien écologique (corridor biologique) entre les espaces naturels du sud de la Métropole européenne de Lille, dont le parc de la Deûle, et la trame verte du Bassin minier du Nord-Pas-de-Calais.
Le val du Flot à Wingles est un site naturel du Pas-de-Calais.

#### Zones naturelles d'intérêt écologique, faunistique et floristique
L’inventaire des zones naturelles d'intérêt écologique, faunistique et floristique (ZNIEFF) a pour objectif de réaliser une couverture des zones les plus intéressantes sur le plan écologique, essentiellement dans la perspective d’améliorer la connaissance du patrimoine naturel national et de fournir aux différents décideurs un outil d’aide à la prise en compte de l’environnement dans l’aménagement du territoire.
Le territoire communal comprend une ZNIEFF de type 1 : le terril et le marais de Wingles. Ce site se localise dans la dépression alluviale du Flot de Wingles, au nord de la ville de Lens, ancienne friche industrielle réaménagée en espace de loisirs, celui-ci est traversé par la RD 165 E et une voie ferrée.
et une ZNIEFF de type 2 : la basse vallée de la Deûle entre Wingles et Emmerin. La basse vallée est très morcelée et présentes des végétations hygrophiles eutrophes mais présentant encore un grand intérêt écologique, notamment avifaunistique en raison du contexte géographique,.

Carte des ZNIEFF de type 1 et 2 sur la commune
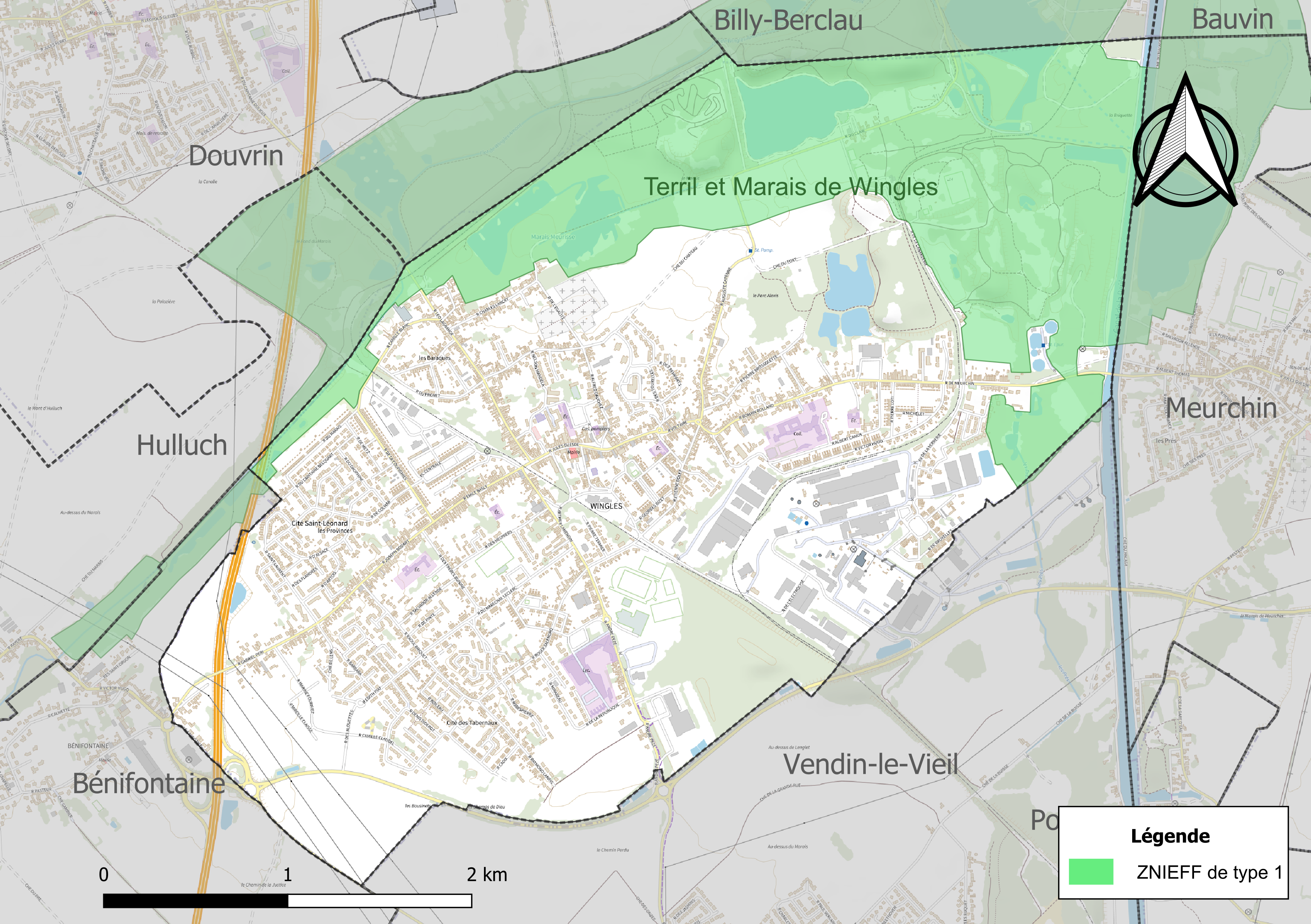
Carte de la ZNIEFF de type 1 sur la commune.
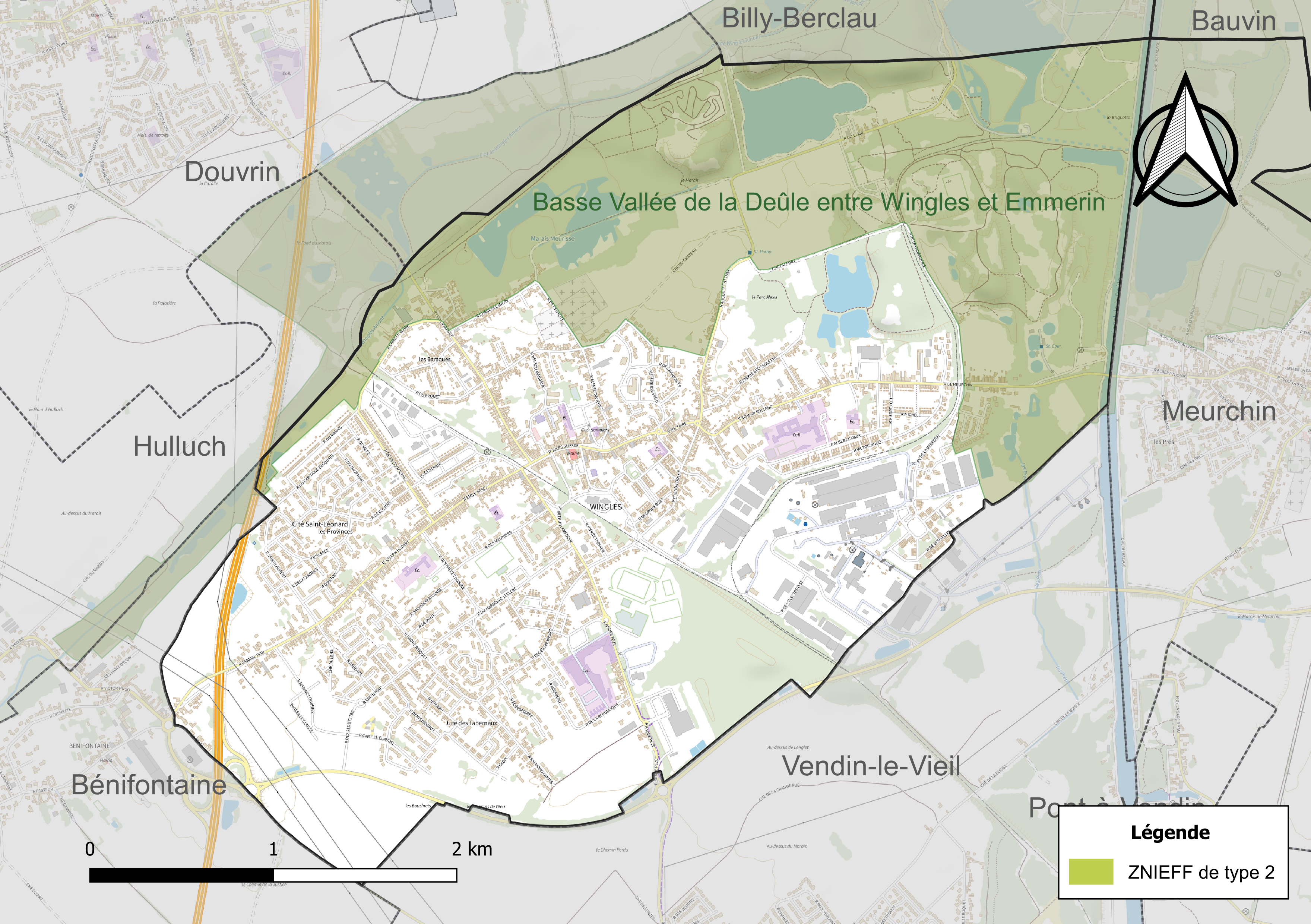
Carte de la ZNIEFF de type 2 sur la commune.

## Urbanisme

### Typologie
Au 1er janvier 2024, Wingles est catégorisée centre urbain intermédiaire, selon la nouvelle grille communale de densité à sept niveaux définie par l'Insee en 2022.
Elle appartient à l'unité urbaine de Béthune, une agglomération inter-départementale regroupant 94  communes, dont elle est une commune de la banlieue,,. Par ailleurs la commune fait partie de l'aire d'attraction de Lens - Liévin, dont elle est une commune de la couronne,. Cette aire, qui regroupe 50 communes, est catégorisée dans les aires de 200 000 à moins de 700 000 habitants,.

### Occupation des sols
L'occupation des sols de la commune, telle qu'elle ressort de la base de données européenne d’occupation biophysique des sols Corine Land Cover (CLC), est marquée par l'importance des territoires artificialisés (67,5 % en 2018), en augmentation par rapport à 1990 (66,3 %). La répartition détaillée en 2018 est la suivante : 
zones urbanisées (40,7 %), forêts (16,5 %), terres arables (16 %), espaces verts artificialisés, non agricoles (14,3 %), zones industrielles ou commerciales et réseaux de communication (8,5 %), mines, décharges et chantiers (4 %). L'évolution de l’occupation des sols de la commune et de ses infrastructures peut être observée sur les différentes représentations cartographiques du territoire : la carte de Cassini (XVIIIe siècle), la carte d'état-major (1820-1866) et les cartes ou photos aériennes de l'IGN pour la période actuelle (1950 à aujourd'hui).

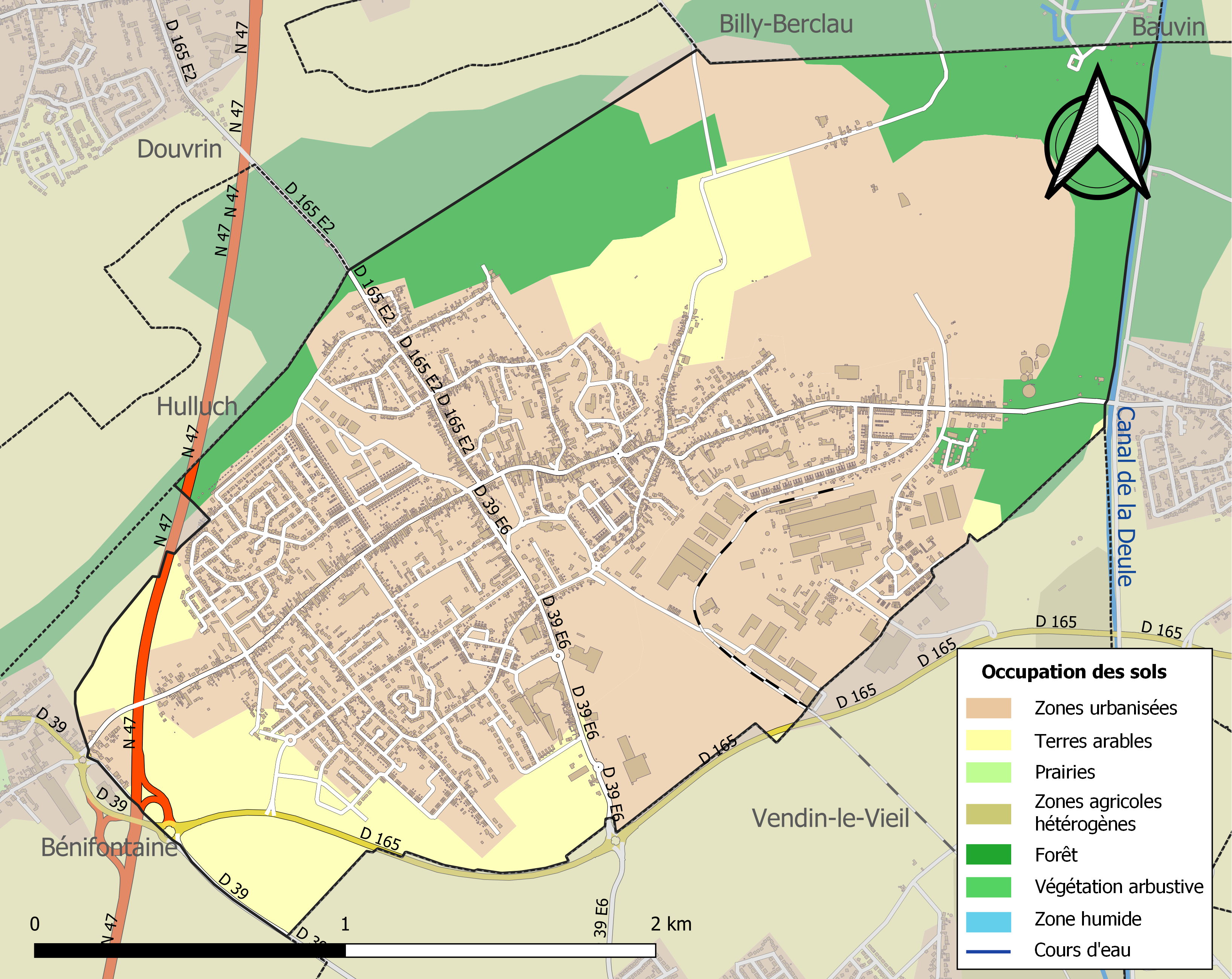
Carte des infrastructures et de l'occupation des sols de la commune en 2018 (CLC).

### Logement
En 2021, le nombre total de logements dans la commune était de 3 899, alors qu'il était de 3 718 en 2015 et de 3 449 en 2010
, soit une progression du nombre total de logements de 13,0 % depuis 2010.
Parmi ces 3 899 logements, 92,3 % étaient des résidences principales, (soit 3 600 logements), 0,3 % des résidences secondaires et 7,4 % des logements vacants. Ces logements étaient pour 85,7 % d'entre eux des maisons individuelles et pour 13,1 % des appartements.
Sur les 3 600 résidences principales, 49,8 % sont occupées par des propriétaires,  48,8 % par des locataires et 1,4 % par des personnes logées gratuitement.
Le tableau ci-dessous présente la typologie des logements à Wingles en 2021 en comparaison avec celle du Pas-de-Calais et de la France entière. Une caractéristique marquante du parc de logements est ainsi la faible proportion des résidences secondaires et logements occasionnels (0,3 %) par rapport au département (6,5 %) et à la France entière (9,7 %).
| Typologie                                               | Wingles | Pas-de-Calais | France entière |
| ------------------------------------------------------- | ------- | ------------- | -------------- |
| Résidences principales (en %)                           | 92,3    | 86,1          | 82,2           |
| Résidences secondaires et logements occasionnels (en %) | 0,3     | 6,5           | 9,7            |
| Logements vacants (en %)                                | 7,4     | 7,3           | 8,1            |

## Toponymie
Le nom de la localité est attesté sous les formes Wistrewingles en 1070 ; Wingeles en 1145 ; Vincla en 1192 ; Wingles en 1298 ; Wingues en 1337 ; Wingres en 1601 ; Wingles en 1793 et depuis 1801.

## Histoire

### Préhistoire
Au XIXe siècle plusieurs découvertes de l’époque préhistorique ont été faites à Wingles, attestant que cette ville a connu une population il y a bien longtemps. Voici quelques éléments découverts à Wingles : de grandes quantités de haches en silex, bois calciné à 10 mètres de profondeur, des silex taillés.

### Antiquité

#### Époque gallo–romaine
Quelques tombeaux et des urnes funéraires contenant des os ont été découvertes. Ces découvertes datent de l’époque gallo-romaine. L’une des tombes était occupée par deux hommes reposant à côté d’une épée en fer blanc; une autre tombe de ce type a été découverte. Cela semble indiquer que cette ville possédait quelques guerriers pour sa sécurité, comme tant d’autres villes de l’époque. D’autres éléments datant de cette époque furent découverts dans la ville, comme des fibules, des assiettes, des jarres…

#### Période Mérovingienne
Un cimetière mérovingien fut découvert lors de travaux pour la construction d’une cave (rue de Douvrin). Plusieurs squelettes ont été découverts avec, à leurs côtés, des épées, des urnes, des bijoux…

### Révolution française et Empire

#### Empire Napoléonien
En 1804 Napoléon, devient Napoléon Ier empereur des Français, et ce fut le début des guerres napoléoniennes. De 1804 à 1815 l’armée française combat dans toute l’Europe. Plusieurs Winglois participèrent à ces guerres, certains n’en reviendront pas. Après l'abdication de l'empereur, le traité de Paris est signé. Celui-ci impose à la France l’entretien de 150 000 soldats étrangers sur son sol. Wingles fut occupée par 38 cavaliers cosaques pendant trois ans et demi. Ces cavaliers, avaient une réputation sanglante à travers tout le pays. Ils devaient être logés, nourris et servis par l’habitant. Ce fut une époque difficile pour la ville car elle avait subi un incendie en 1811, qui l’avait ravagée en grande partie. Cette occupation s’ajouta à la peine des Winglois.

### Époque contemporaine

#### Guerre franco-allemande de 1870
Le 19 juillet 1870, Napoléon III déclara la guerre à la Prusse, la France subit rapidement de lourdes défaites et Napoléon III capitule le 2 septembre. Le 4 septembre la république est proclamée et tous les hommes valides de 20 à 50 ans sont appelés à prendre les armes. Le 28 janvier 1871 Paris capitule, dans la capitale la grogne monte face aux exigences de l’ennemi, et face à l’assemblée nationale composée majoritairement de monarchistes. Le 18 mars 1871 c’est la guerre civile : Il y a formation de la commune, qui est un pouvoir révolutionnaire. Le gouvernement fuit Paris et se réfugie à Versailles. L’armée française gouvernementale organise alors le siège de Paris. Deux Winglois qui étaient frères, se sont battus durant cette insurrection, l’un au service de la commune, l’autre au service de l’armée gouvernementale. En effet les frères Grenier (Edouard et Léon) sont partis de Wingles pour Paris après la mort de leur père, et les circonstances ont fait que ces 2 frères se sont retrouvés dans 2 armées ennemies. Edouard s’échappa de Paris pour se réfugier à Bruxelles. Trois Winglois furent tués pendant la guerre de 1870 contre la Prusse et 16 vétérans Winglois recevront la médaille de 1870 en septembre 1913.

#### Première Guerre mondiale
Le 28 juin 1914, l’archiduc François-Ferdinand d’Autriche est assassiné, l’Autriche accuse la Serbie de cet assassinat et lui déclare la guerre. Par le jeu des alliances, la France se retrouve dans ce conflit.

##### Mobilisation
Les habitants de Wingles croient encore à un miracle, mais le 1er août 1914 vers 17:00 h, le tocsin sonne dans les rues, et bientôt, l’ordre de mobilisation générale est affiché sur la mairie de Wingles. 400 Winglois sont mobilisés, pas une famille n’est épargnée. On se quitte avec la pensée suivante : « La guerre ne durera pas ».

##### Conflit
Le début de la guerre est une guerre de mouvement, les Français et les Anglais tentent d’aider la Belgique. Mais ils sont très vite repoussés. Les vagues ennemies se succèdent et les Français battent en retraite. Le 6 septembre le général Joffre décide de contre-attaquer. Le Nord-Pas-de-Calais est le théâtre de nombreuses batailles sanglantes. Comme le 28 août 1914, les Allemands ont assiégé la place fortifiée de Maubeuge, après 2 semaines de siège les 35 000 se rendent dont 114 Winglois.

##### Exode
Le 31 août 1914 les habitants de Wingles prennent peur, les Allemands ont atteint Arras. C’est le début de l’exode. Les habitants utilisent les moyens du bord pour transporter un maigre bagage très souvent à pied. Certains gagnent des villes moins menacées comme Béthune, Bruay, Aire-sur-la-Lys… Certains prennent le train pour gagner d’autres régions situées au sud. Une allocation de 1 F par personne et 0.50 F par enfant sera accordée aux réfugiés…

##### Prise de Wingles par les Allemands
Le 4 septembre 1914, quelques cavaliers allemands venant de Carvin traversent Wingles en direction de Hulluch. Pour l’instant la ville reste libre.
Le 3 octobre, Pont-à-Vendin, Vendin sont occupées par les Allemands. Le 4 octobre vers midi, les Allemands avancent de Vendin en se cachant dans des sites métallurgiques. Pendant ce temps, les Français sont postés près de la brasserie coopérative. Vers 13 heures, les Français sont dirigés vers Vendin sans savoir que les Allemands les attendent. Les Allemands cachés derrière un grand mont de coke surprennent les Français et tirent à bout portant, une centaine de Français sont tués. Les Français se replient sur Douvrin. Puis les Allemands bombardent la ville pendant le repli des Français. Les obus allemands détruisent les chevalets des fosses 7 et 7 bis de Wingles, le 8 octobre 1941 des maisons situées près de la fosse 7 sont détruites et 2 jeunes Winglois sont tués et un troisième grièvement blessé.
Le 9 octobre 1914 les Allemands entrent dans Wingles.

##### Occupation (1914)
Les Allemands règnent en maîtres et terrorisent les Winglois  Ils menacent de mort les gens qui ont caché des armes ou plus étonnant des pigeons voyageurs, en effet les pigeons furent largement utilisés pendant ce conflit pour communiquer. Les Allemands s’installent chez les habitants et mettent le village à sac, ils pillent les maisons abandonnées durant l’exode, ils brûlent les archives de la mairie et de l’église. Ils se chauffent avec les boiseries des maisons et les lambris de l’église. Les personnes n’ayant pas fui Wingles avant l’arrivée des Allemands sont obligées de travailler pour eux. Les hommes, femmes et enfants doivent travailler aux champs pour nourrir l’armée allemande. Les hommes de 16 à 60 ans doivent se présenter pour constituer des équipes qui creuseront des tranchées, et fabriqueront des abris en béton. En plus de tout cela, les 689 Winglois n'ayant pas fui la ville, sont rationnés à 125 g de pain par personne par jour. La ville de Wingles doit payer 90000 F de contribution de guerre, somme énorme, qui sera négociée à 7000 F par le maire.

##### Évacuation de Wingles (26 septembre 1915)
Le général Foch ayant lancé des offensives sur l’Artois et ayant enfoncé le front, les Allemands décident d’évacuer Wingles vers la Belgique. Le 26 septembre 1915, les habitants sont évacués dans des charrettes encadrées par l’armée allemande.

##### Retour des Winglois (1918)
Le 4 octobre 1918, les Allemands quittent Wingles et se replient sur Carvin en faisant sauter le pont du canal pour ralentir les Anglais. Au début de l’année 1919, les premiers Winglois rentrent chez eux et découvrent une ville presque totalement rasée. La vie est difficile pour les habitants, ils habitent dans des caves couvertes de tôle, dans des abris montés à la hâte. Dès avril le déblaiement officiel s’organise.
En juillet 1919, Wingles compte 1 000 habitants. En 1921 la ville compte 2 500 habitants et il faudra attendre 1926, soit huit ans pour retrouver le nombre d’habitants de 1914 qui est de 5 300 habitants. 128 soldats et 9 civils ne reverront jamais Wingles. Georges Clemenceau, chef du gouvernement, le « père la victoire » visite la ville de Wingles et le 11 novembre 1920 Wingles reçoit la croix de guerre 1914-1918 avec citation. Un Winglois, M. Brabant s’est illustré pendant ce conflit et a reçu la médaille militaire, la médaille de Verdun, la croix de guerre et la légion d’honneur en 1983.

#### Année 1920-1930
Après la guerre le déblaiement des ruines s’effectue rapidement et la reconstruction est accélérée. Les Winglois reprennent leurs habitudes, l’association des anciens combattants est fondée, 250 membres la compose. Dès 1931 la situation économique et politique se dégrade. En effet le krach de 1929 à entraîné une crise économique en France, qui elle-même entraîna le chômage. À Wingles, les mines ferment 2 à 3 jours par semaine, l’argent manque. Les ouvriers pratiquent l’auto-alimentation en cultivant leurs jardins et en pratiquant l’élevage. Le 3 juin 1936, un peu après l’émergence du Front populaire, les mineurs de Wingles se mettent en grève. Le 10 juin une convention collective est signée prévoyant 15 à 20 % d’augmentation du salaire et les premiers congés payés arrivent. Malgré les efforts du gouvernement la crise reste présente et, entre 1936 et 1938, les prix augmentent de 50 %. Mais la crise n’est pas le seul problème, en effet tous les regards sont tournés vers une menace qui pourrait être encore plus forte, l’Allemagne. Ainsi en septembre 1938 et mars 1939 des Winglois sont rappelés sous les drapeaux.

#### Seconde Guerre mondiale
Le 1er septembre 1939, l’Allemagne déclare la guerre à la Pologne. Le 3 septembre la France déclare la guerre à l’Allemagne, et une fois de plus, Wingles s’apprête à sombrer dans l’horreur de la guerre.

##### Mobilisation et préparation à Wingles
De nombreux Winglois sont mobilisés et doivent rejoindre leurs régiments, ainsi même le maire (le Docteur Serré) est mobilisé et doit laisser sa place à M. Rogé son remplaçant. La mairie de Wingles nomme M. Demoulin directeur de la défense passive, qui est chargé de la défense des civils de Wingles. Ainsi en août 1939, la défense passive déclenche une alerte de nuit pour étudier la réaction des Winglois. Le résultat fut plutôt mitigé… Puisque les Winglois n’ont pas vraiment appliqué les consignes. Ils ont bien gagné les abris pour se protéger des bombardements, mais n’ont pas éteint les lumières, or vu du ciel une lumière est un repère idéal pour un bombardier. Les agents de la défense civile patrouillent donc la nuit pour rappeler à l’ordre les habitants laissant des fenêtres sans rideaux et avec lumières allumées. Une sirène est installée pour prévenir les Winglois en cas d’attaque, de plus chaque habitant reçoit un masque à gaz en cas d’attaque au gaz. La solidarité s’organise pour envoyer des colis aux mobilisés de la ville. Des soldats Anglais sont cantonnés à Wingles, les officiers sont installés dans l’arrière boutique de la quincaillerie Boucq sur la Place de Wingles. Pendant quelques mois c’est la guerre d’attente, rien ne se passe sur le front on attend l’ennemi. Des familles de l’est de la France viennent se réfugier à Wingles, elles ne seront pas toujours bien accueillies, certaines paraissent « suspectes ».

##### Offensive Allemande
Le vendredi 10 mai 1940 à l’aube des avions allemands survolent Wingles, les anglais cantonnés à Wingles ouvrent alors le feu avec leurs canons et mitrailleuses. La radio annonce que les allemands attaquent la Hollande la Belgique et le Luxembourg. Deux avions allemands seront abattus cette journée du 10 mai 1940. Sept jours plus tard, le 17 mai, les Winglois sont avertis, ça y est l’ennemi approche .

##### Exode des Winglois
Le 18 mai 1940 les Allemands atteignent Valenciennes et Cambrais, ils se dirigent maintenant vers la Somme. Le 19 mai, les Anglais cantonnés à Wingles sont mitraillés par des avions, aussitôt ils camouflent leurs canons avenue de la Verrerie sous des arbres. On dit que les Allemands détruisissent tout sur leur passage, la panique touche les Winglois il faut fuir vers le sud de la France. On utilise tout ce que l’on a sous la main, voiture, bicyclette, chariot… Sans le savoir la plupart des réfugiés se dirigent vers l’ennemi, plusieurs civils seront tués.

##### Prise de Wingles par les Allemands
Le 22 et le 23 mai 1940 des combats ont lieu au pont de Meurchin. Les Français décident alors de détruire le pont afin de ralentir les Allemands. Le 26 mai, Rommel traverse le canal à la Bassée, dans le même temps, 26 ans après leurs aînés de 1914, les Allemands marchent sur Wingles. Les Allemands occupent tous les bâtiments : maisons, écoles…

##### Occupation
Peu à peu les habitants ayant quitté Wingles durant l’exode reviennent et constatent que les maisons inoccupées ont été pillées. Une section de tanks stationne dans le quartier de la Verrerie, et les habitants assistent impuissants au défilé des troupes allemandes. L’occupant allemand impose un règlement strict aux Winglois :
- toutes les horloges doivent être réglées à l’heure allemande (Les horloges sont avancées d’une heure)
- les habitants doivent déposer les armes qu’ils possèdent à la mairie sous peine de mort.
- ils doivent également déposer les postes de T.S.F[Note 9] à la mairie.
- les coffres de banque que les habitants possèdent sont ouverts de force par les officiers allemands pour les vérifier.
- les habitants ne sont pas autorisés à quitter la ville de Wingles, sans laissez-passer.
- les rassemblements sur la voie publique ne sont pas autorisés.
- il est interdit de sortir après 22 heures, des soldats patrouillent la nuit pour vérifier que le couvre-feu est bien appliqué.
- tout transport en voiture doit être soumis à l’agrément de la Kommandantur.

M. Quarez ancien gardien de la paix est chargé du ravitaillement de la ville de Wingles. Une tâche assez compliquée car le nombre d’habitants à Wingles a fortement augmenté durant cette période, à cause des soldats présents dans la ville et aussi à cause des nombreux réfugiés. Début juin les Winglois voient passer dans leurs villes des régiments entiers de prisonniers français encadrés par les Allemands. Quelques habitants offrent du pain et de l’eau aux soldats et certains ont même réussi à faire échapper quelques prisonniers.
Il faut faire appel à plusieurs boulangers pour fournir du pain à tout le monde. Plusieurs cantonnements de soldats se succéderont à Wingles. Des réquisitions seront effectuées sur la commune telle que des lits, des chaises, des classeurs, des couvertures…
À partir d’octobre 1940, une liste de produits rationnés est établie. Ainsi est indiquée la quantité d’un produit pouvant être consommé en fonction du consommateur. Par exemple un mineur de fond pourra consommer plus d'aliments qu’un consommateur ordinaire. Ce rationnement s’organise grâce à des tickets qui donnent le droit d’acheter une certaine quantité de produit. À Wingles ces tickets sont conservés à la mairie. Durant les années 1943-1944 le ravitaillement diminue encore, les Winglois s’organisent pour trouver du ravitaillement :
- on fait du troc, charbon, tissu ou autres contre de la nourriture
- on jardine beaucoup et on travaille à la ferme
- les habitants fabriquent leurs propres produits. Par exemple des savons sont créés grâce à de la graisse animale et de la soude, le blé est moulu dans des moulins à café pour fabriquer de la farine.
- on utilise des produits de substitution, comme la saccharine, les topinambours, les quelques voitures roulent au gaz...

Tout ceci développe le marché noir à Wingles. Ainsi une savonnerie clandestine est découverte dans une chambre au-dessus d’un café. En 2 mois, 3 500 savons ont été écoulés à un prix de 8 francs, alors que le coût de fabrication est de 0,50 francs. La pénurie développera également le vol.
Malgré le rationnement les Winglois se mobilisent pour envoyer de l’argent aux prisonniers. On organise différents événements pour récolter de l’argent: des combats de coqs, des concours de chants, des tournois de football... En 1943, plusieurs dizaines de Winglois seront envoyés en Allemagne de force par le biais du S.T.O. De plus, durant cette période (1943-1944), les bombardements des alliés s'intensifient, et les Winglois, de jour comme de nuit gagnent de plus en plus souvent les abris, les caves, les tranchées creusées dans les jardins. Ces bombardements feront quelques victimes parmi les Winglois.

##### Résistance à Wingles
La résistance au début de l’occupation
Un réseau de F.T.P (franc tireur partisan) est démantelé dans la ville de Wingles. Certains membres sont déportés en Allemagne, 2 membres de ce réseau, Joseph Bodart et André Pezé sont fusillés à la citadelle d’Arras en septembre 1942. Les résistants sabotent tout ce que les Allemands utilisent. Alors les Allemands, recrutent des gens pour surveiller les lignes électriques, les voies ferrées... Dans les mines, on ralentit la production et des grèves éclatent malgré la menace des Allemands. Malheureusement, tous les concitoyens de Wingles n’ont pas été exemplaires, en effet plusieurs dénonciations seront commises à Wingles.
La résistance à partir de 1943
Trois réseaux rassemblent les résistants Winglois: le groupe libération, le mouvement voix du nord et les F.T.P (franc tireur partisan). Ces mouvements sont en contact avec les villages voisins et opèrent ensemble, car ils ont le même chef. Le 6 juin 1944, les alliés débarquent, les F.F.I (Force, Française, de l’Intérieur) doivent intensifier leurs actions afin d’aider les alliés. À Wingles, des rails sont déboulonnés, des wagons citernes sont percés, les F.F.I se font remettre la paie des ouvriers de la Verrerie avec la complicité cachée des comptables. Les Allemands sont de plus en plus sous tension, des patrouilles rôdent dans la ville, les lieux publics sont fermés, les vélos confisqués.

##### Fuite des Allemands
Le 25 août, Paris est libérée, à Wingles les collaborateurs sont lynchés, l’un d’entre eux meurt. Le 26 août, des avions de la R.A.F survolent Wingles et attaquent divers objectifs, les postes radios sont récupérés. Le 31 août, des Allemands arrivent de la rue d’Hulluch  et longent les mûrs de maison en direction de Meurchin. La nuit du 1er septembre 1944 on observe des Allemands  qui quittent Wingles. Durant la journée les habitants se préparent pour la libération. Les F.F.I harcèlent les derniers Allemands à Wingles. À 16 heures, chemin des halages, Albert Duplat, Sosthène Lacroix meurt au cours du combat. Une demi-heure plus tard, rue du Marais, Joseph Cadix, Roger Dendiével, Jean Carcel et Marcel Décaillon tombent pour la France.

##### Libération de Wingles
Le 2 septembre 1944, vers 9 h 30, un bruit métallique se fait entendre au loin, des chenilles de chars, les Winglois s’exclament «Ils sont là !». Des Anglais venant de Lens délivrent enfin la ville de Wingles. Les tanks défilent dans la rue principale et certains stationnent sur la place. Le temps de rencontrer les Winglois qui leur offre le verre de l’amitié. Les Winglois se précipitent sur les chars pour prendre la photo souvenir. En fin de matinée quelques obus explosent près de l’église de Wingles, le soldat Walter Bawn est tué en face du café «la chaumière» aujourd’hui ce café est devenu un commerce qui se nomme «la Pizza’» une stèle est installée à cet endroit pour honorer la mémoire de ce soldat venu libérer la ville de Wingles. Des combats auront lieu au niveau du pont de Meurchin. En effet le pont ne fut pas détruit mais les F.F.I de Wingles, Douvrin et Meurchin attendaient les Allemands en fuite. Il y aura des morts des deux côtés. Toujours le 2 septembre, un comité de libération se substitue au conseil municipal et une commission de police est constituée pour maintenir l’ordre. Les prisonniers allemands sont enfermés dans un camp établi sur un ancien terril des fosses 3 et 4. Ce camp avait été installé par les Allemands pour y loger les déportés de l’est. De nombreux Winglois restent prisonniers en Allemagne notamment ceux du STO.

#### Après la Seconde Guerre mondiale
Après la guerre, les Indochinois se révoltent et Wingles perd trois de ses concitoyens, puis un peu plus tard, en 1954 l’Algérie se révolte. De jeunes Winglois sont envoyés en Algérie faire leur service militaire, deux n’en reviendront jamais.

## Politique et administration

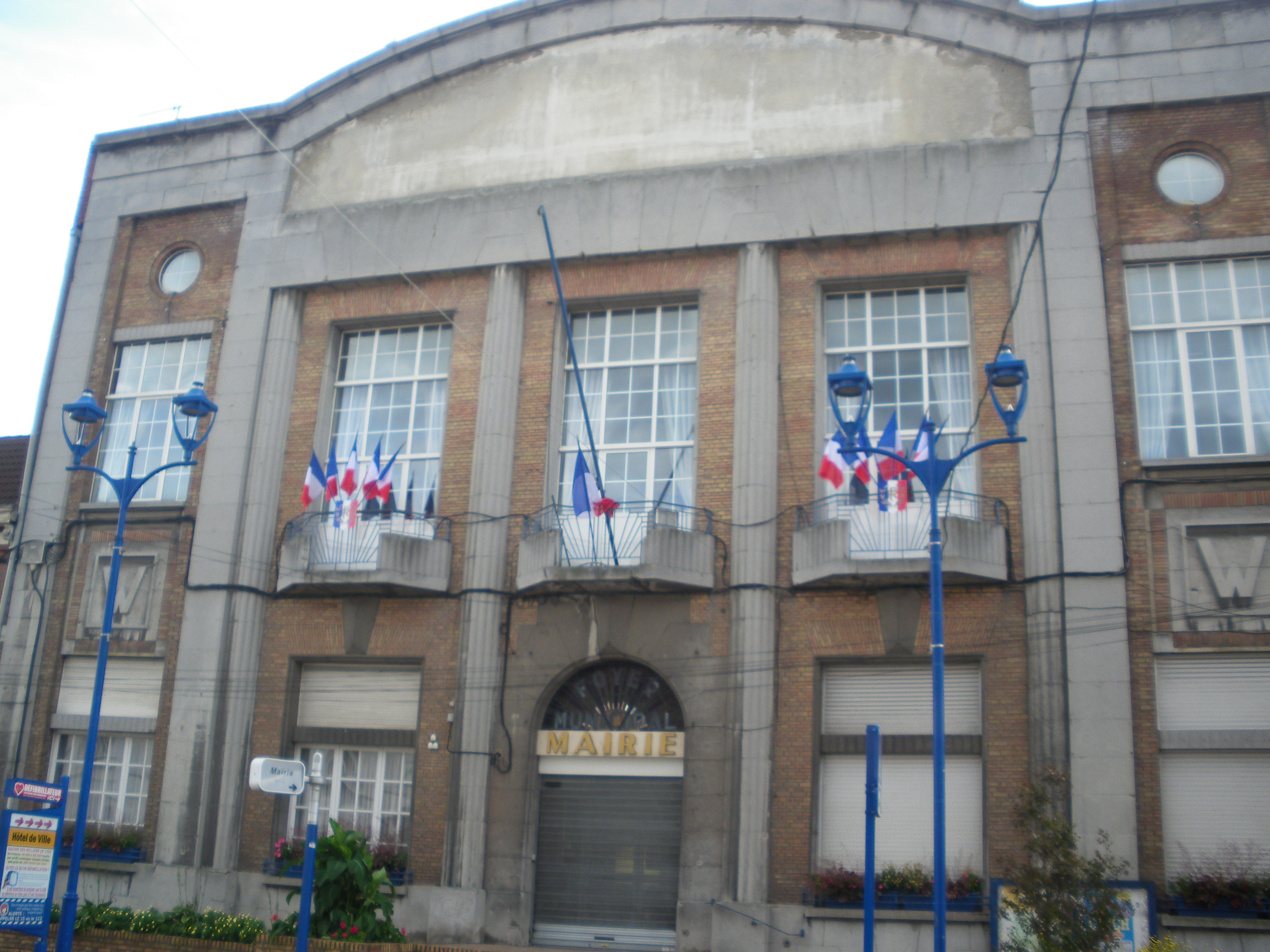
La mairie.

### Découpage territorial
La commune se trouve dans l'arrondissement de Lens du département du Pas-de-Calais.

#### Commune et intercommunalités
La commune est membre de la communauté d'agglomération de Lens-Liévin qui regroupe 36 communes et totalise 242 587 habitants en 2021.

#### Circonscriptions administratives
La commune est rattachée au canton de Wingles.

#### Circonscriptions électorales
Pour l'élection des députés, la commune fait partie de la douzième circonscription du Pas-de-Calais.

### Élections municipales et communautaires

#### Élections municipales 2020
Le second tour des élections municipales de 2020 a lieu le 28 juin. La liste du Rassemblement national perd lors de ce second tour.
- Maire sortante : Maryse Loup-Rouzé (PS)
- 29 sièges à pourvoir au conseil municipal (population légale 2017 : 8 770 habitants)
- 3 sièges à pourvoir au conseil communautaire (CA de Lens-Liévin)

| Tête de liste            | Tête de liste                   | Liste | Premier tour | Premier tour | Second tour | Second tour | Sièges | Sièges |
| Tête de liste            | Tête de liste                   | Liste | Voix         | %            | Voix        | %           | CM     | CC     |
| ------------------------ | ------------------------------- | ----- | ------------ | ------------ | ----------- | ----------- | ------ | ------ |
|                          | Sébastien Messent               | DVG   | 1 091        | 42,65        | 1 434       | 57,75       | 24     | 3      |
|                          | Thomas Morelle[réf. nécessaire] | RN    | 687          | 26,85        | 601         | 24,20       | 3      | 0      |
|                          | Alain Houilliez                 | PS    | 568          | 22,20        | 448         | 18,04       | 2      | 0      |
|                          | Karine Garot                    | SE    | 212          | 8,28         | 448         | 18,04       | 2      | 0      |
|                          |                                 |       |              |              |             |             |        |        |
| Votes valides            |                                 |       |              |              |             |             |        |        |
| Votes blancs             |                                 |       |              |              |             |             |        |        |
| Votes nuls               |                                 |       |              |              |             |             |        |        |
| Total                    | Total                           | Total |              | 100          |             | 100         |        |        |
| Abstention               |                                 |       |              |              |             |             |        |        |
| Inscrits / participation |                                 |       |              |              |             |             |        |        |

#### Liste des maires
| Période         | Période                     | Identité           | Étiquette   | Qualité |
| --------------- | --------------------------- | ------------------ | ----------- | --- |
| 1908            | 1914                        | Augustin Cartigny  |             | |
| 1914            | 1915                        | Fernand Avrillon   |             | |
| 1918            | 1919                        | Augustin Cartigny  |             | |
| 1919            | 1926                        | Auguste Catenne    | SFIO        | Commerçant |
| Août 1926       | octobre 1926                | Jules Claisse      |             | |
| 1926            | 1928                        | Charles Lancry     |             | Délégué mineur |
| 1928            | 1929                        | Jules Claisee      |             | |
| 1929            | 1935                        | Émile Cacherat     | SFIO        | Retraité des Mines |
| 1935            | 1940                        | Louis Serré        |             | Docteur |
| 1940            | 17 février 1942             | Louis Rogé         |             | Comptable Décédé en fonction |
| février 1942    | septembre 1944              | Gaston Menu        |             | Cultivateur et cafetier |
| septembre 1944  | juin 1945                   | Fernand Grenier    |             | Commerçant |
| juin 1945       | octobre 1947                | Louis Serré        |             | Docteur |
| octobre 1947    | 9 mars 1959                 | Fernand Grenier    |             | Commerçant Décédé en fonction |
| 9 mars 1959     | 2 décembre 1963             | Charles Lancry     |             | Délégué mineur Assure l'intérim du 9 au 22 mars 1959 Décédé en fonction |
| 2 décembre 1963 | mars 1971                   | Paul Véron         |             | Instituteur Assure l'intérim du 2 décembre 1963 au 2 février 1964 |
| mars 1971       | mars 1983                   | Albert Goudin      |             | Instituteur et directeur d'école |
| mars 1983       | 13 janvier 2004             | Marcel Cabiddu     | PS          | Rédacteur territorial Député du Pas-de-Calais (11e circ.) (1997 → 2004) Conseiller général de Wingles (1985 → 2001) Conseiller général de Lens-Nord-Ouest (1982 → 1985) Vice-président du conseil général du Pas-de-Calais (1994 → 2001) Décédé en fonction |
| 2004            | avril 2014                  | Gérard Dassonvalle | PS puis MRC | Professeur de l’enseignement secondaire |
| avril 2014,     | 2020                        | Maryse Loup-Rouzé  | PS          | Retraitée de l'enseignement Vice-présidente de la communauté d'agglomération de Lens-Liévin (2014 → ) |
| 3 juillet 2020  | En cours (au 14 avril 2022) | Sébastien Messent  | S.E.        | Éducateur Spécialisé, |

### Jumelages
La commune est jumelée avec :
| Ville | Ville    | Pays | Pays     | Période     |
| ----- | -------- | ---- | -------- | ----------- |
|       | La Pinte |      | Belgique | depuis 1980 |

## Équipements et services publics

### Enseignement
La commune est située dans l'académie de Lille et dépend, pour les vacances scolaires, de la zone B.
Elle dispose de neuf établissements scolaires : trois écoles maternelles, trois écoles élémentaires, un collège et un lycée.

### Justice, sécurité, secours et défense
La commune dépend du tribunal de proximité de Lens, du conseil de prud'hommes de Lens, du tribunal judiciaire de Béthune, de la cour d'appel de Douai, du tribunal de commerce d'Arras, du tribunal administratif de Lille, de la cour administrative d'appel de Douai, du pôle nationalité du tribunal judiciaire de Béthune et du tribunal pour enfants de Béthune.

## Population et société

### Démographie

#### Évolution démographique
L'évolution du nombre d'habitants est connue à travers les recensements de la population effectués dans la commune depuis 1793. Pour les communes de moins de 10 000 habitants, une enquête de recensement portant sur toute la population est réalisée tous les cinq ans, les populations de référence des années intermédiaires étant quant à elles estimées par interpolation ou extrapolation. Pour la commune, le premier recensement exhaustif entrant dans le cadre du nouveau dispositif a été réalisé en 2006.

En 2022, la commune comptait 8 734 habitants, en évolution de −0,48 % par rapport à 2016 (Pas-de-Calais : −0,72 %, France hors Mayotte : +2,11 %).
| 1793 | 1800 | 1806 | 1821 | 1831 | 1836 | 1841 | 1846 | 1851 |
| ---- | ---- | ---- | ---- | ---- | ---- | ---- | ---- | ---- |
| 594  | 693  | 726  | 891  | 883  | 827  | 785  | 805  | 800  |

| 1856 | 1861 | 1866 | 1872 | 1876 | 1881  | 1886  | 1891  | 1896  |
| ---- | ---- | ---- | ---- | ---- | ----- | ----- | ----- | ----- |
| 763  | 762  | 745  | 740  | 795  | 1 069 | 2 406 | 2 727 | 2 901 |

| 1901  | 1906  | 1911  | 1921  | 1926  | 1931  | 1936  | 1946  | 1954  |
| ----- | ----- | ----- | ----- | ----- | ----- | ----- | ----- | ----- |
| 3 027 | 3 004 | 3 203 | 2 551 | 5 464 | 7 418 | 7 306 | 8 209 | 8 975 |

| 1962  | 1968  | 1975  | 1982  | 1990  | 1999  | 2006  | 2011  | 2016  |
| ----- | ----- | ----- | ----- | ----- | ----- | ----- | ----- | ----- |
| 9 332 | 8 946 | 8 348 | 8 472 | 8 742 | 8 691 | 8 211 | 8 239 | 8 776 |

| 2021  | 2022  | - | - | - | - | - | - | - |
| ----- | ----- | - | - | - | - | - | - | - |
| 8 742 | 8 734 | - | - | - | - | - | - | - |

#### Pyramide des âges
La population de la commune est relativement jeune.
En 2018, le taux de personnes d'un âge inférieur à 30 ans s'élève à 40,7 %, soit au-dessus de la moyenne départementale (36,7 %). À l'inverse, le taux de personnes d'âge supérieur à 60 ans est de 20,9 % la même année, alors qu'il est de 24,9 % au niveau départemental.
En 2018, la commune comptait 4 316 hommes pour 4 438 femmes, soit un taux de 50,70 % de femmes, légèrement inférieur au taux départemental (51,50 %).
Les pyramides des âges de la commune et du département s'établissent comme suit.
| Hommes | Classe d’âge | Femmes |
| ------ | ------------ | ------ |
| 0,2    | 90 ou +      | 1,1    |
| 5,0    | 75-89 ans    | 8,6    |
| 12,5   | 60-74 ans    | 14,5   |
| 19,3   | 45-59 ans    | 18,9   |
| 19,4   | 30-44 ans    | 18,8   |
| 20,2   | 15-29 ans    | 18,1   |
| 23,3   | 0-14 ans     | 20,0   |

| Hommes | Classe d’âge | Femmes |
| ------ | ------------ | ------ |
| 0,5    | 90 ou +      | 1,6    |
| 5,6    | 75-89 ans    | 8,9    |
| 16,7   | 60-74 ans    | 18,1   |
| 20,2   | 45-59 ans    | 19,2   |
| 18,9   | 30-44 ans    | 18,1   |
| 18,2   | 15-29 ans    | 16,2   |
| 19,9   | 0-14 ans     | 17,9   |

## Économie

### Revenus de la population et fiscalité
En 2021, la commune compte 3 358 ménages fiscaux, regroupant 8 068 personnes.
Le revenu fiscal médian par ménage, le taux de pauvreté des ménages et la part des ménages fiscaux imposés de la commune, du département du Pas-de-Calais et de la métropole sont les suivants :
- le revenu fiscal médian par ménage de la commune est de 19 250 €, inférieur à celui du département du Pas-de-Calais (20 720 €) et inférieur à celui de la France métropolitaine (23 080 €)[Insee 6],[Insee 7],[Insee 8] ;
- le taux de pauvreté des ménages de la commune est de 22 %, de 18,4 % au niveau du département et de 14,9 % au niveau de la métropole[Insee 9],[Insee 10],[Insee 11] ;
- la part des ménages fiscaux imposés dans la commune est de 38 %, de 44,1 % au niveau du département et de 53,4 % au niveau de la métropole[Insee 6],[Insee 7],[Insee 8].

### Emploi
|                       | 2010   | 2015   | 2021   |
| --------------------- | ------ | ------ | ------ |
| Commune               | 20,3 % | 22,1 % | 15,6 % |
| Département           | 11,3 % | 13,7 % | 11,2 % |
| France métropolitaine | 11,6 % | 13,7 % | 11,7 % |

En 2021, la population âgée de 15 à 64 ans s'élève à 5 389 personnes, parmi lesquelles on compte 71,8 % d'actifs (60,6 % ayant un emploi et 11,2 % de chômeurs) et 28,2 % d'inactifs,. En 2021, le taux de chômage communal (au sens du recensement) des 15-64 ans est supérieur à celui du département et supérieur à celui de la France métropolitaine.
La commune fait partie de la couronne de l'aire d'attraction de Lens - Liévin, du fait qu'au moins 15 % des actifs travaillent dans le pôle,. Elle compte 2 136 emplois en 2021, contre 2 202 en 2015 et 2 277 en 2010. Le nombre d'actifs ayant un emploi résidant dans la commune est de 3 287, soit un indicateur de concentration d'emploi de 65,0 et un taux d'activité parmi les 15 ans ou plus de 57,1 %.
Sur ces 3 287 actifs de 15 ans ou plus ayant un emploi, 546 travaillent dans la commune, soit 17 % des habitants. Pour se rendre au travail, 86,8 % des habitants utilisent une voiture, un camion ou une fourgonnette, 3,5 % les transports en commun, 6,5 % s'y rendent en deux-roues motorisé, à vélo ou à pied et 3,2 % n'ont pas besoin de transport (travail au domicile).

### Entreprises et commerces

#### Activités hors agriculture
379 établissements marchands non agricoles sont économiquement actifs en 2022 à Wingles,,.
| Secteur d'activité                                                                                        | Commune | Commune | Département |
| Secteur d'activité                                                                                        | Nombre  | %       | %           |
| --- | ------- | ------- | ----------- |
| Ensemble                                                                                                  | 379     | 100 %   | (100 %)     |
| Industrie manufacturière, industries extractives et autres                                                | 39      | 10,3 %  | (5,3 %)     |
| Construction                                                                                              | 54      | 14,2 %  | (11,7 %)    |
| Commerce de gros et de détail, transports, hébergement et restauration                                    | 97      | 25,6 %  | (22,5 %)    |
| Information et communication                                                                              | 6       | 1,6 %   | (3,6 %)     |
| Activités financières et d'assurance                                                                      | 18      | 4,7 %   | (5,3 %)     |
| Activités immobilières                                                                                    | 10      | 2,6 %   | (5,7 %)     |
| Activités spécialisées, scientifiques et techniques et activités de services administratifs et de soutien | 40      | 10,6 %  | (20,2 %)    |
| Administration publique, enseignement, santé humaine et action sociale                                    | 81      | 21,4 %  | (15,8 %)    |
| Autres activités de services                                                                              | 34      | 9,0 %   | (9,9 %)     |

Le secteur du commerce de gros et de détail, transports, hébergement et restauration est prépondérant sur la commune puisqu'il représente 25,6 % du nombre total d'établissements de la commune (97 sur les 379 entreprises implantées  à Wingles), contre 22,5 % au niveau départemental. Dans le même temps, le secteur des activités spécialisées, scientifiques et techniques et activités de services administratifs et de soutien avec 10,6% du nombre total d'établissements de la commune est inférieur à celui du département (20,2%).

#### Agriculture
La commune est dans l'« Artois », une petite région agricole dans le département du Pas-de-Calais. En 2020, plus aucune activité agricole n'est recensée sur la commune,.
|               | 1988 | 2000 | 2010 | 2020 |
| ------------- | ---- | ---- | ---- | ---- |
| Exploitations | 6    | 2    | 1    | 0    |
| SAU (ha)      | 98   | 6    | 0    | 0    |

## Culture locale et patrimoine

### Lieux et monuments

#### Patrimoine mondial
Depuis le 30 juin 2012, la valeur universelle et historique du bassin minier du Nord-Pas-de-Calais est reconnue et inscrite sur la liste du patrimoine mondial de l’UNESCO. Parmi les 353 sites, répartis sur 109 lieux inclus dans le périmètre du bassin minier, deux sites de Wingles liés à la fosse no 7 - 7 bis : le site no 59, formé par la cité pavillonnaire de la gare et le site no 60, formé par la cité de corons du pont, formé par la cité pavillonnaire des sports,.

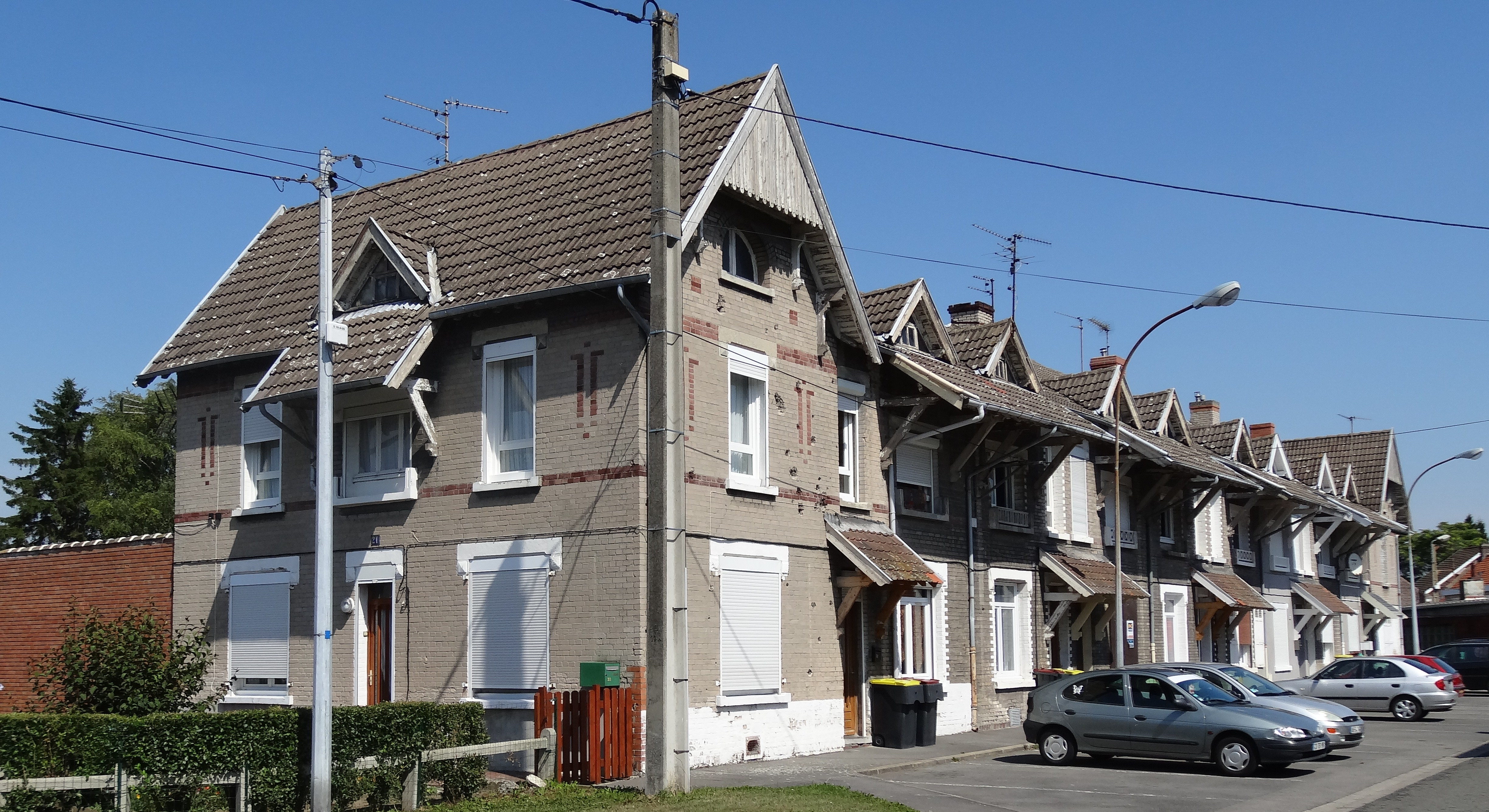
La cité de la Gare.
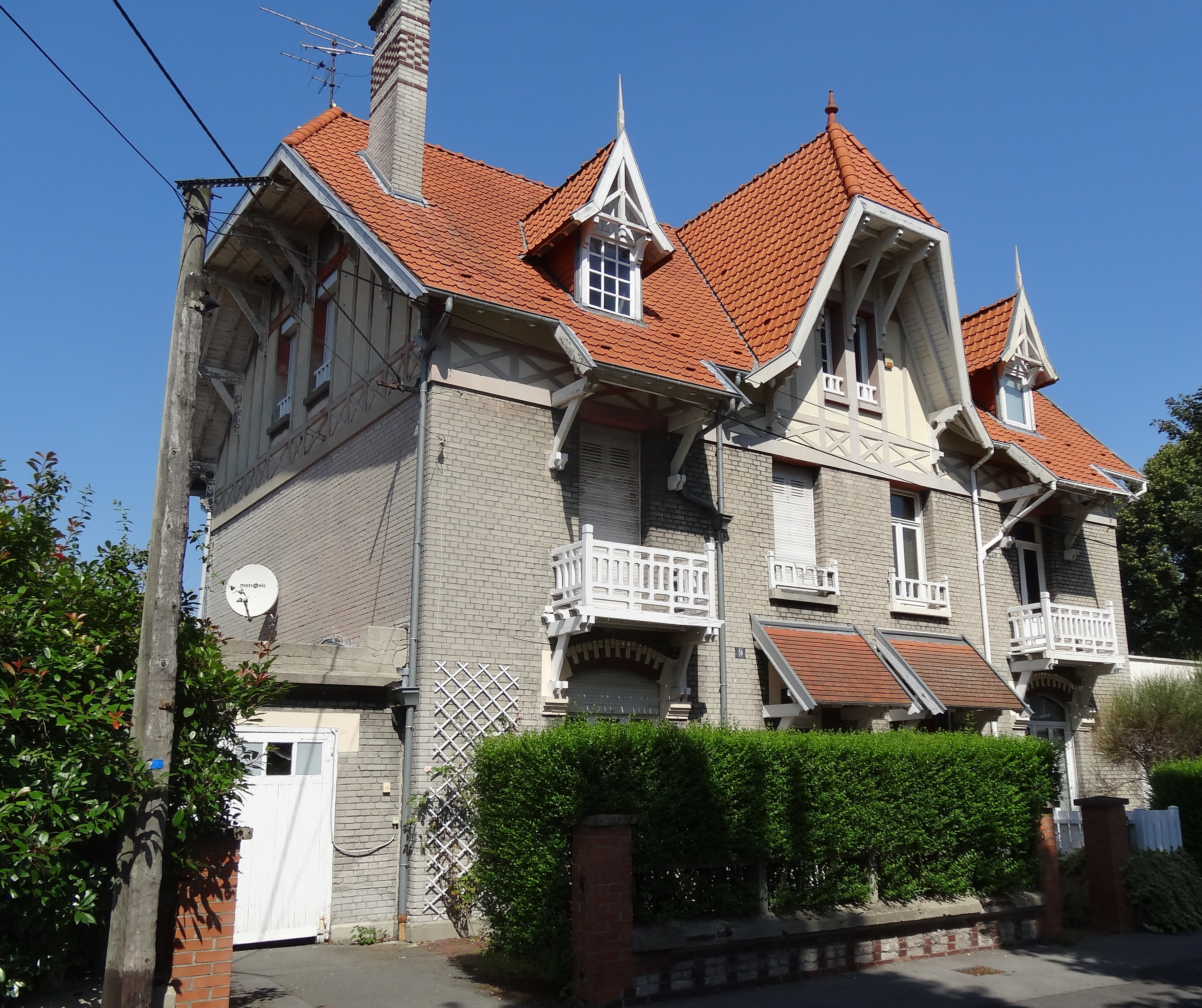
La cité de la Gare.
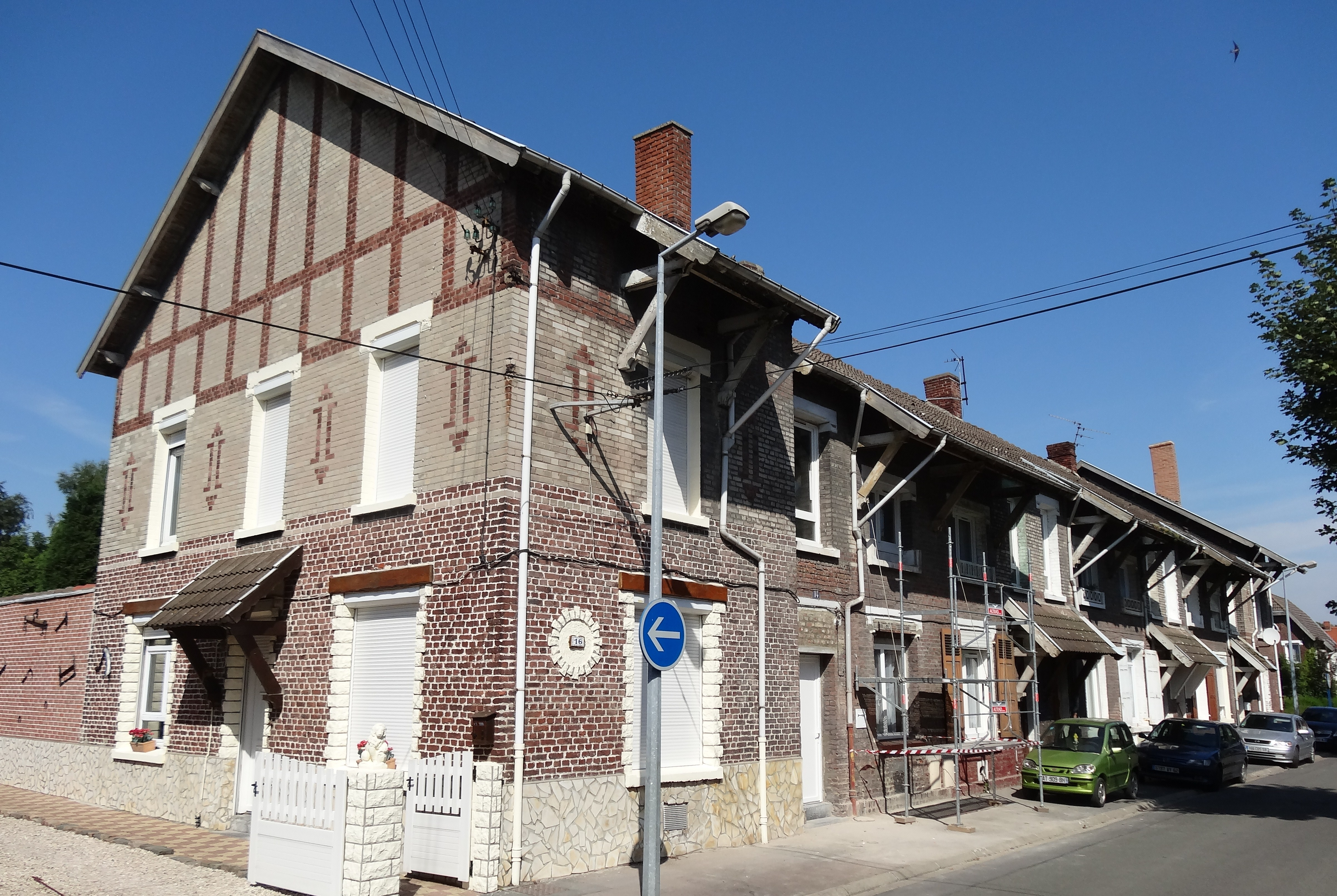
La cité du Pont.
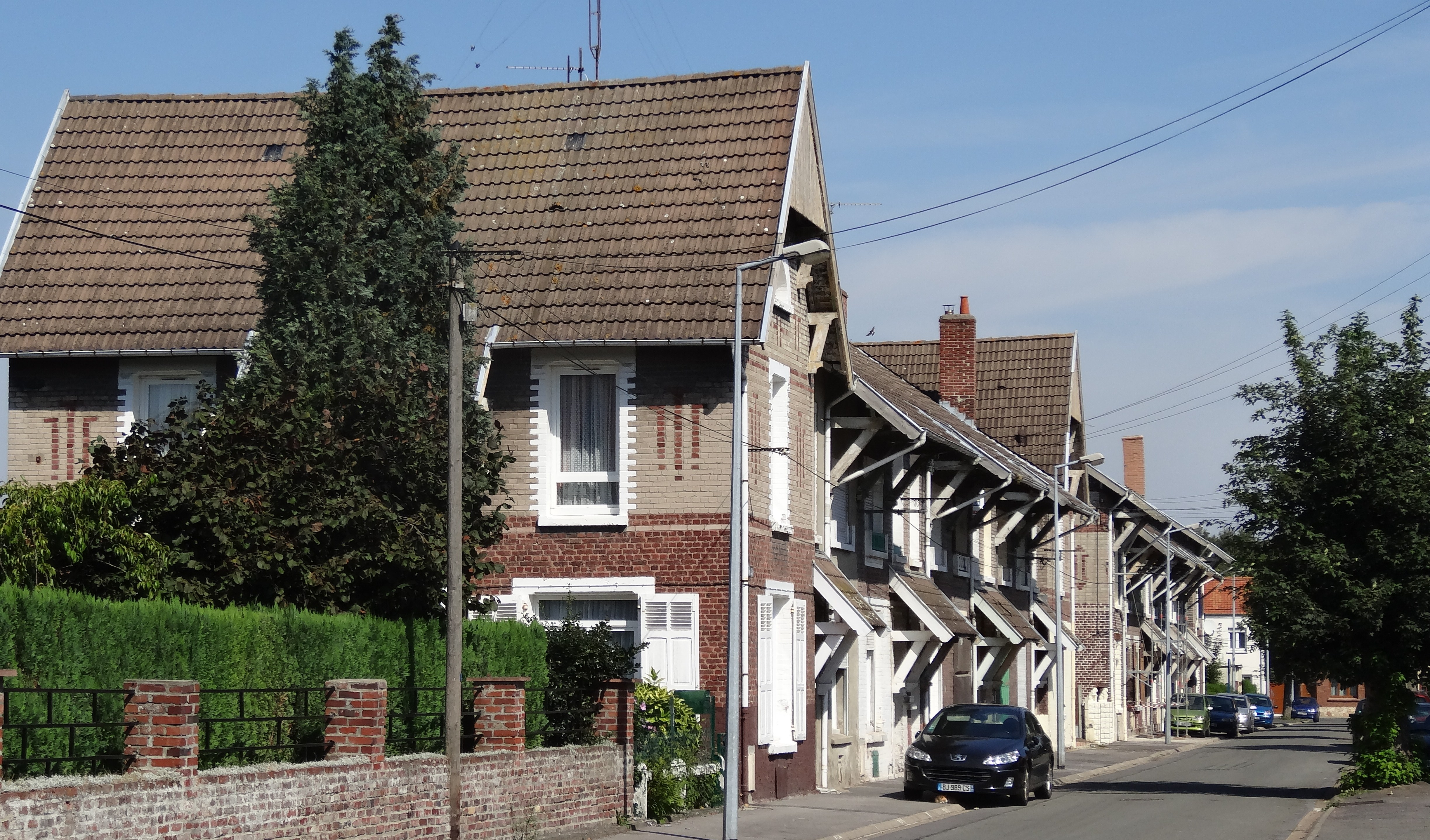
La cité du Pont.
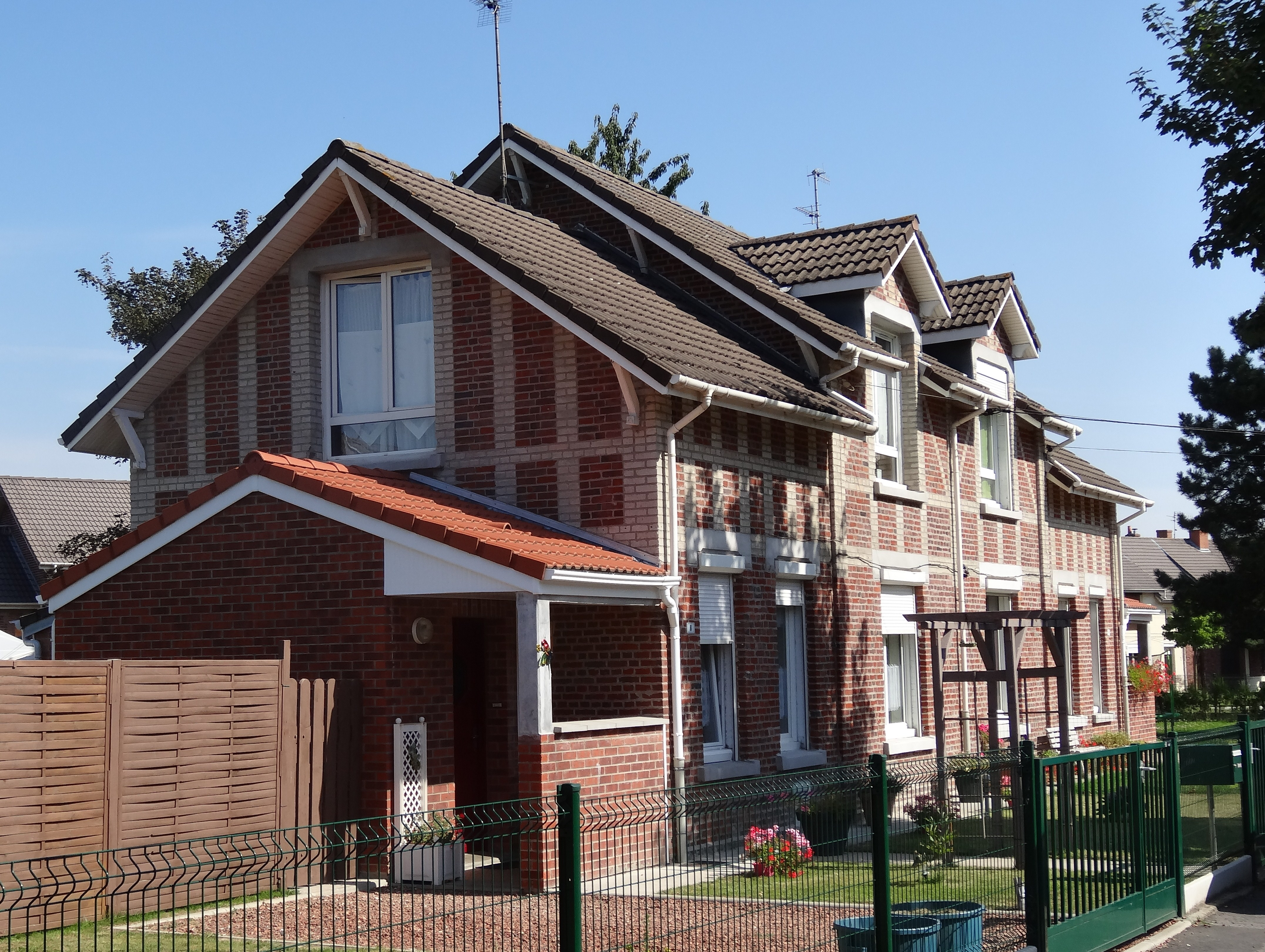
La cité du Pont.
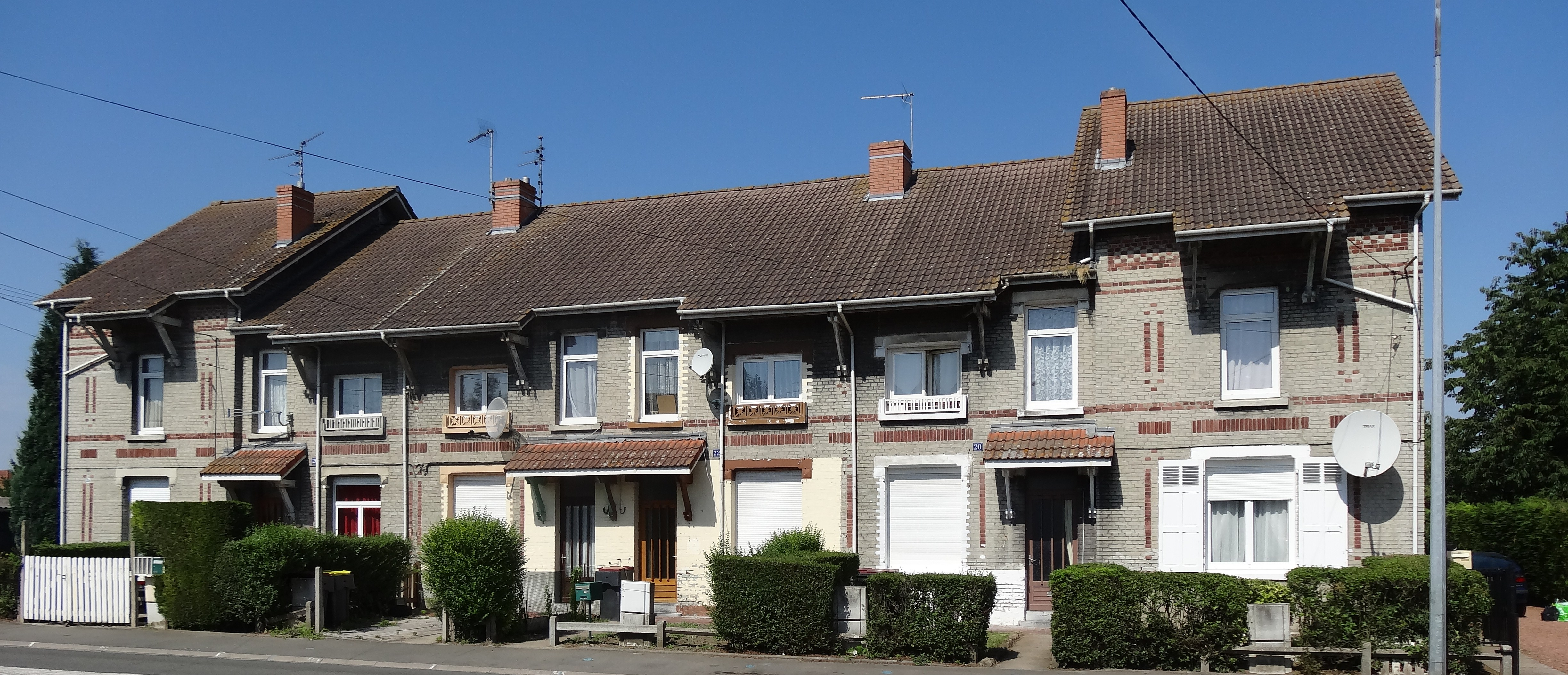
La cité des Sports.
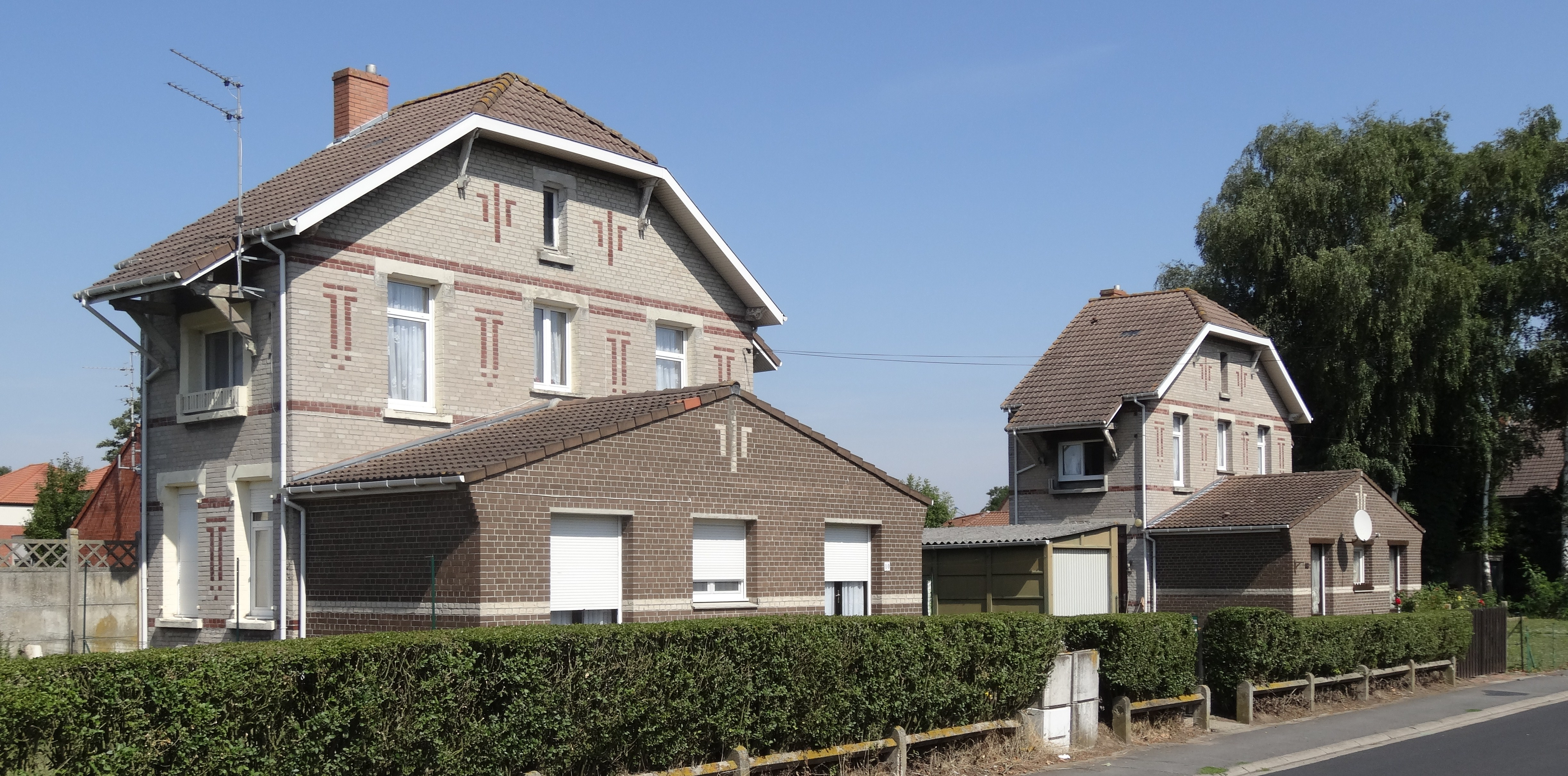
La cité des Sports.

#### Autres lieux et monuments

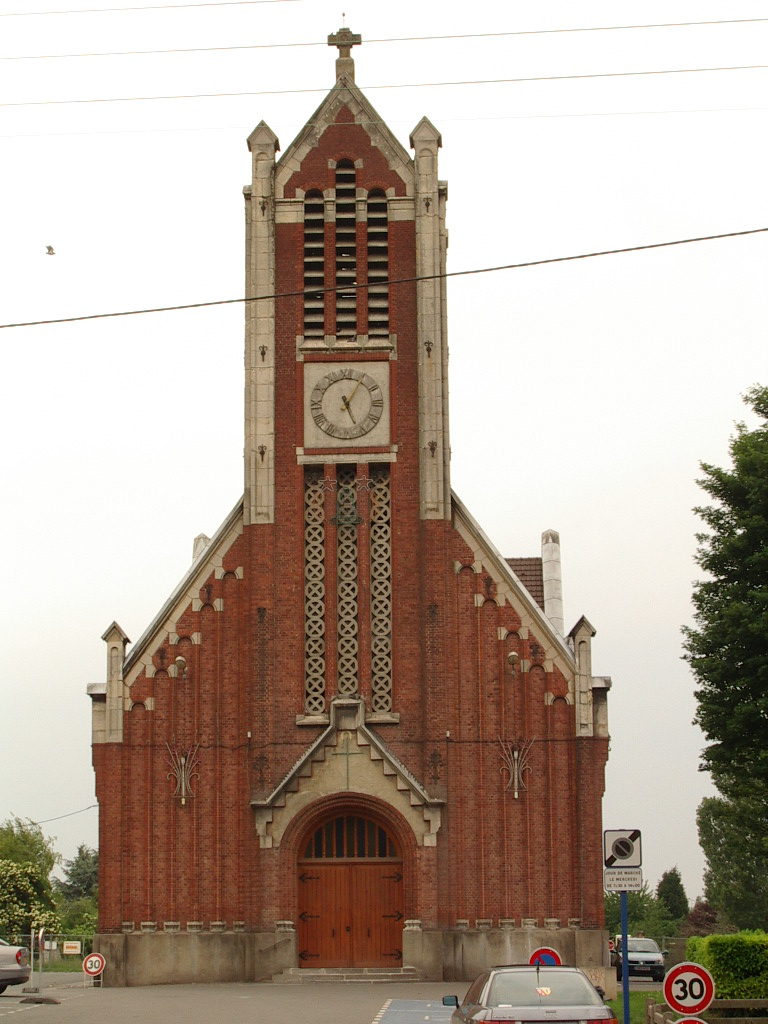
L'église Saint-Vaast.
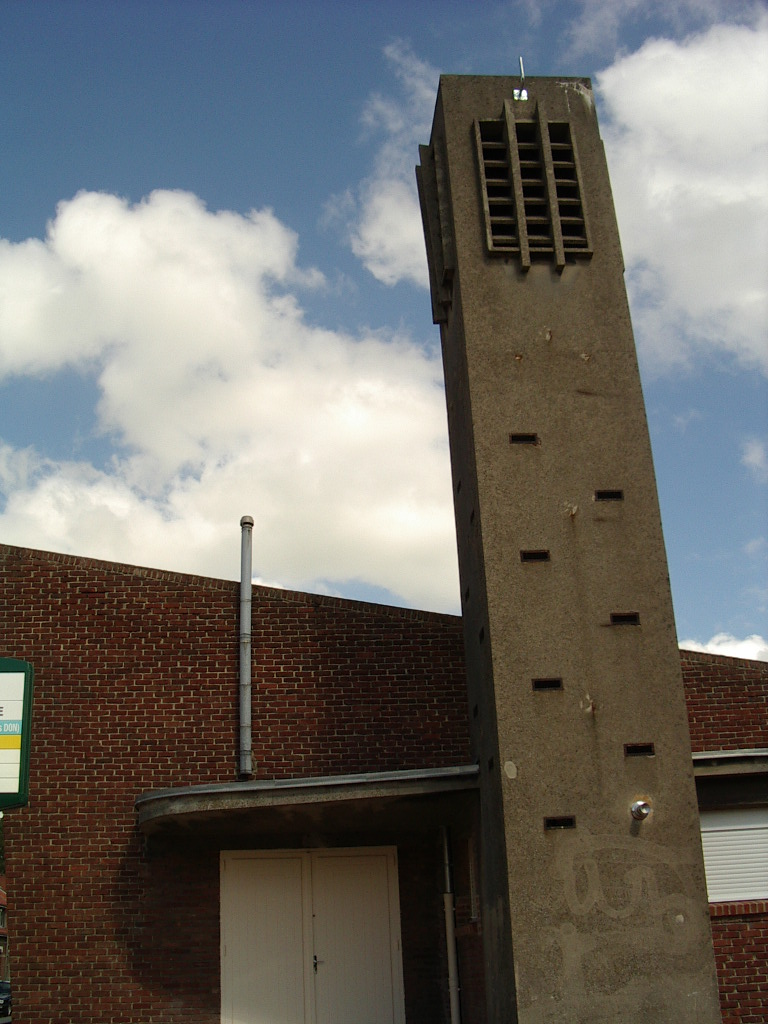
La chapelle Saint-Laurent.
- Le monument aux morts réalisé par le sculpteur Maurice Rogerol[46].
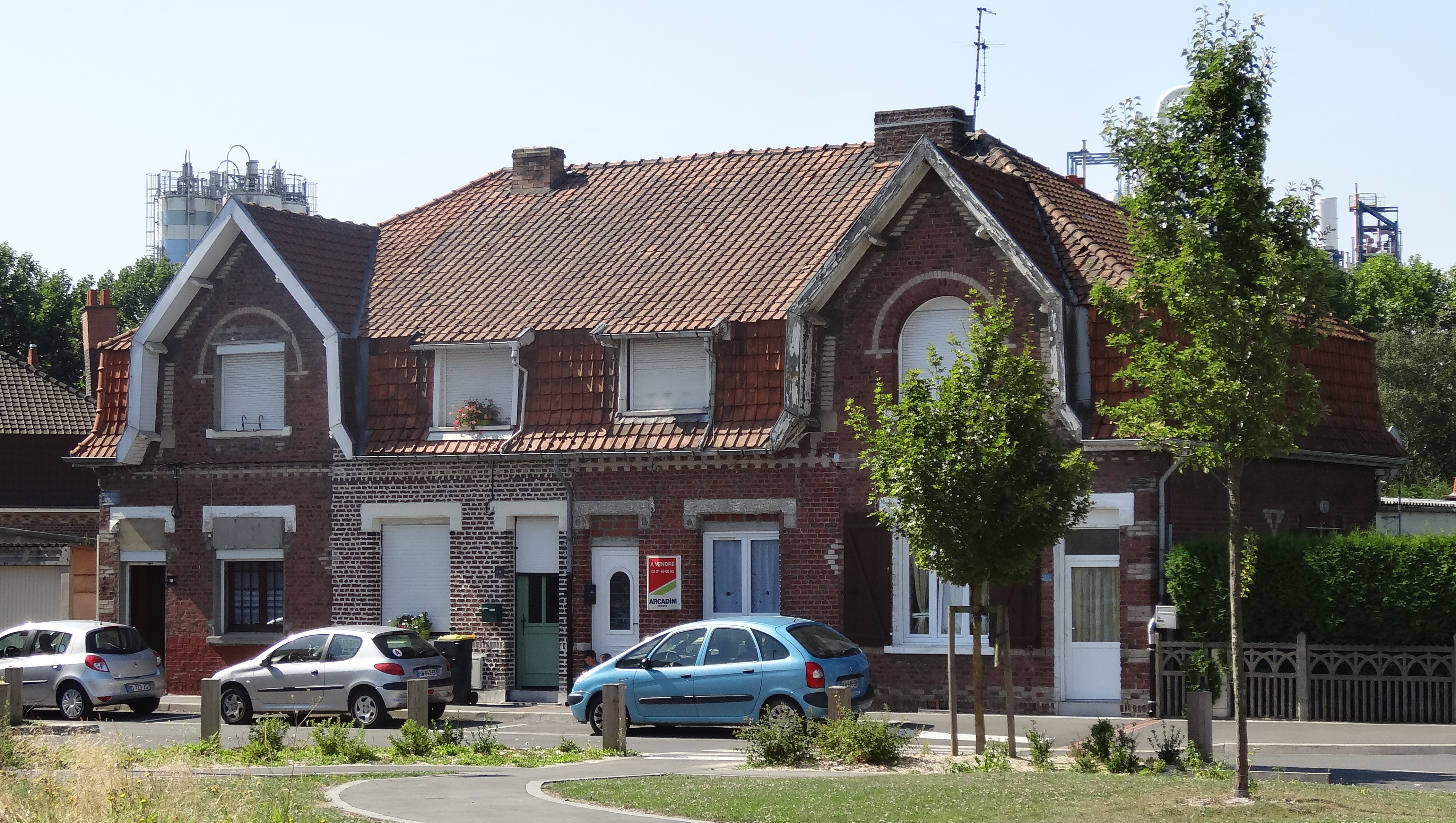
La cité de la Verrerie.
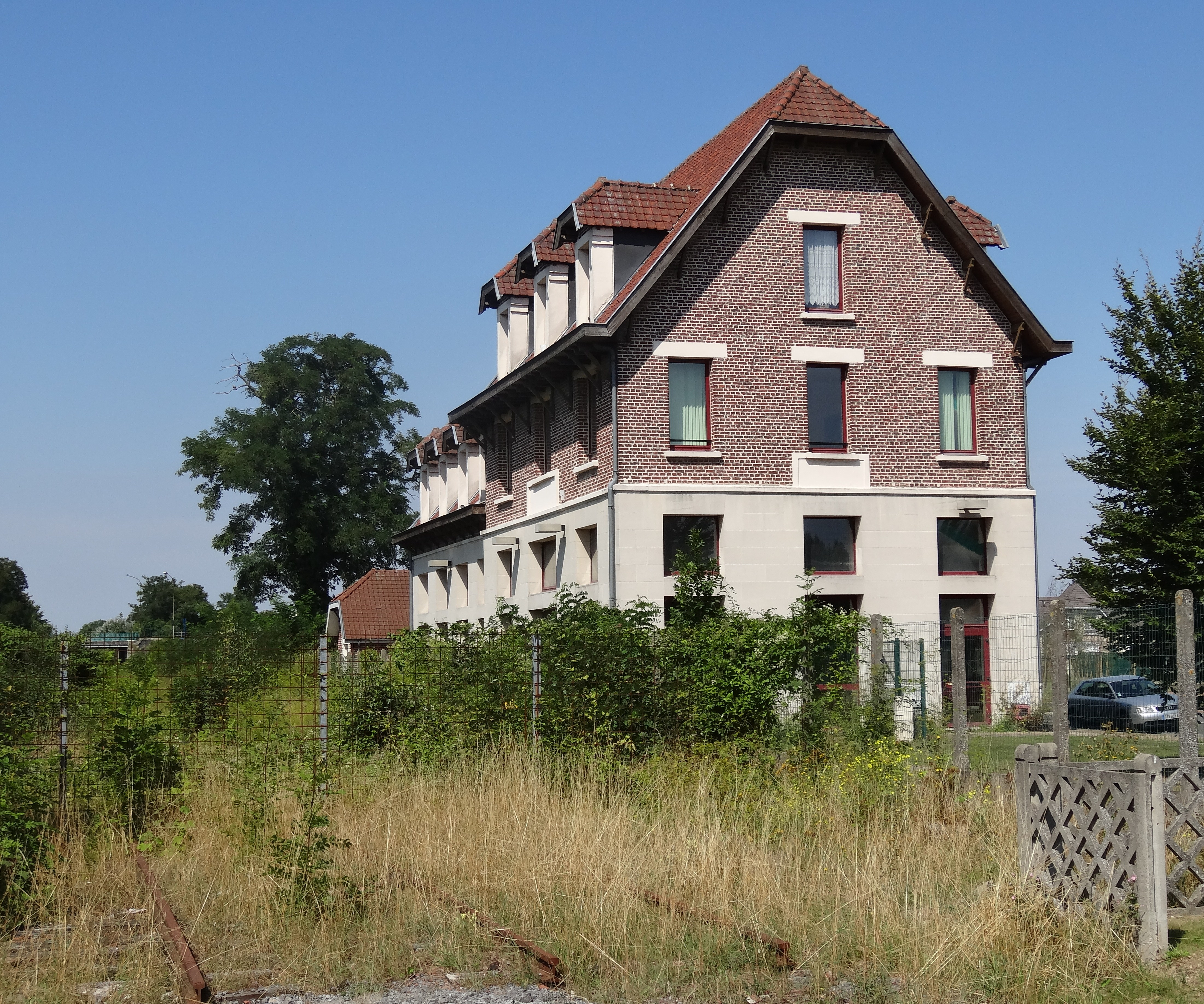
La gare de Wingles.

- L'église Saint-Vaast.
- La chapelle Saint-Laurent.
- La cité de la Verrerie.
- La gare de Wingles.

### Personnalités liées à la commune
- Émilienne Moreau-Évrard (Wingles 1898 - Lens 1971), Alias Jeanne Poirier & Émilienne La Blonde, membre actif du Réseau Brutus, Compagnon de la Libération[47],[48].
- Henri Guisgand (1913-1982), clarinettiste et saxophoniste classique et jazz, né à Wingles.
- Kalman Gerencseri (1945-), footballeur, né à Wingles.
- Marcel Cabiddu (1952-2004), personnalité politique, né et mort à Wingles.

### Héraldique
| Blason de Wingles | Blason  | D'azur à l'écusson d'or accompagné de sept besants du même ordonnés en orle; au chef d'or plain. Ornements extérieursCroix de guerre 1914-1918 |
| Blason de Wingles | Détails | Adopté par la municipalité en 1985. |

## Pour approfondir

#### Bases de données, dictionnaires et encyclopédies
- Ressources relatives à la géographie :   - Insee (communes)
  - Ldh/EHESS/Cassini
- Ressource relative à plusieurs domaines :   - Annuaire du service public français
- Notices d'autorité :   - VIAF
  - BnF (données)
  - IdRef